# Galateabrunnen (Moest, Dyckerhoff & Widmann)

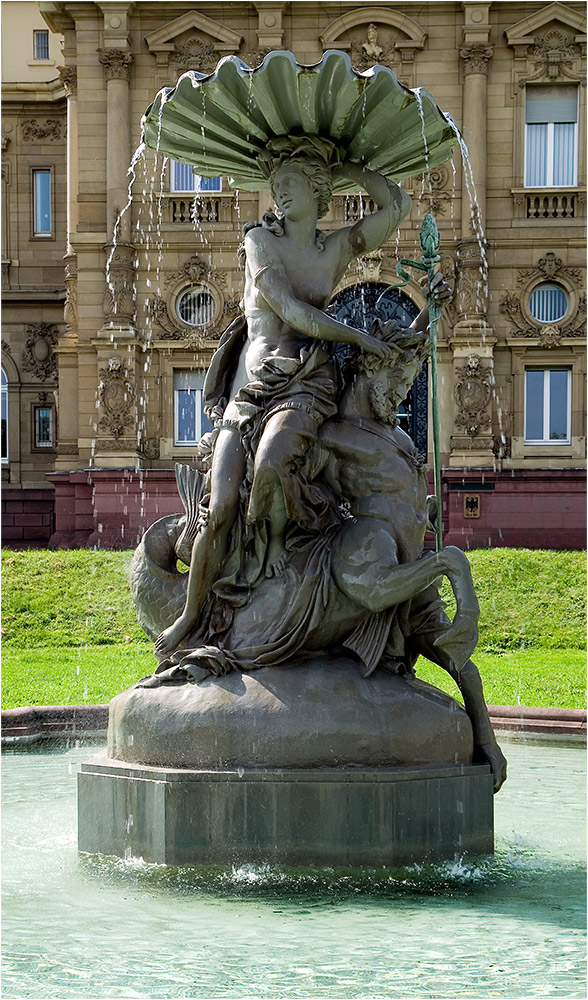
Karlsruher Galateabrunnen

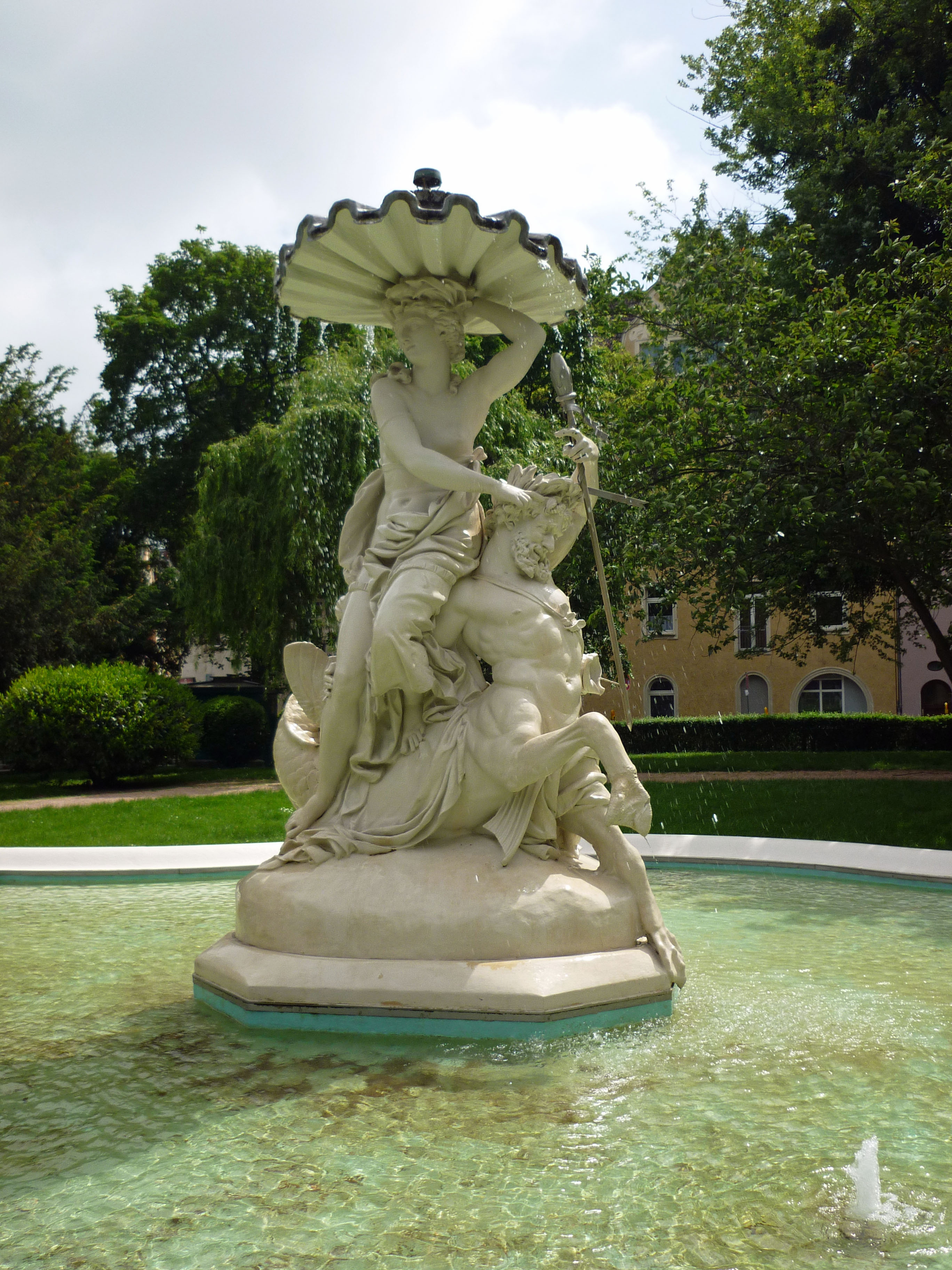
Wiesbadener Galateabrunnen

Das Modell zum Galateabrunnen schuf der Karlsruher Bildhauer Karl Friedrich Moest 1869–1870 im Auftrag der Kunststein- und Zementfabrik von Dyckerhoff & Widmann, die drei Exemplare des Brunnens ausführte.

## Geschichte
Das Unternehmen Dyckerhoff & Widmann stellte auch Baudekorationen aus Zement bzw. Kunststein her. Für die Entwürfe engagierte es Künstler, unter anderem auch Karl Friedrich Moest. Auf der Allgemeinen Deutsche Industrieausstellung in Kassel 1870 wollte sich das Unternehmen mit einem monumentalen Brunnen präsentieren. Als Thema des Brunnens wählte wohl Moest selbst die Galatea aus. Die von ihm geschaffene Monumentalfigur hat eine Höhe von 4,5 Metern und wiegt fünf Tonnen.
Der Brunnen wurde 1870 auf der Kasseler Ausstellung in Kassel und 1873 auf der Weltausstellung 1873 in Wien gezeigt.

## Exemplare
1. Ein Exemplar wurde 1871, unmittelbar nach dem Ende des Deutsch-Französischen Kriegs, von der Stadt Karlsruhe erworben, die damit das Sallenwäldchen, einen Teil des neuen Stadtgartens, schmücken wollte. Der Kaufpreis betrug 2.500 Mark. 1954 wurde der Brunnen vor das Erbgroßherzogliche Palais, heute Sitz des Bundesgerichtshofs, versetzt.[3]
2. Wohl im Umfeld der Weltausstellung 1873 wurde ein Exemplar in einem privaten Garten in Klosterneuburg aufgestellt.[4]
3. Ein weiteres Exemplar, von dem nicht bekannt ist, wann es hergestellt wurde, befand sich längere Zeit in den Beständen von Dyckerhoff & Widmann. Eugen Dyckerhoff schenkte es 1907[5] der damals noch selbständigen Stadt Biebrich, die es in der heutigen Robert-Krekel-Anlage aufstellte. 1981 und 2008/2009 wurde der Brunnen restauriert.